# Les Deux Amis (Balzac)
Pour les articles homonymes, voir Les Deux Amis.
Les Deux Amis est un court roman rédigé en 1830 par Honoré de Balzac, classé actuellement des ébauches rattachées à La Comédie humaine, et qui semble avoir été conçu pour être développé dans La Comédie humaine, selon Nicole Mozet.

## Histoire du texte
Charles de Spoelberch de Lovenjoul a été le premier à attirer l'attention sur ce manuscrit très précoce dans la carrière de Balzac et dont les qualités évidentes tranchaient avec les articles rapides ou les écrits alimentaires qu'il produisait déjà. Le texte a été écrit avant la Révolution de juillet. Il semble que Les Deux Amis ait été écrit chez son amie Zulma Carraud à La Grenadière, l'environnement de la Touraine ayant sans doute influé sur l'inspiration de l'auteur.

## Les deux amis
De ces deux amis qui ont « le même tailleur, le même bottier », Balzac commence par faire le portrait du premier : Ernest de Tourolle, à Paris, sur le boulevard de Gand (ex-boulevard des Italiens). C'est un héritier frivole et sans aucun souci. Toutefois, tandis que sa mère vit retirée à Chinon en province, il dépense énormément pour ses vêtements et il s'endette.
Balzac fait ensuite le portrait de celui qu'il appelle  « l'autre », paisible Tourangeau, « né à Chinon, de moyenne taille, mais bien proportionné, qui tient de sa mère un  nez aquilin ».
À ces deux amis, il faut adjoindre une jeune fille que Balzac, appliquant la mégalanthropogénésie de manière ironique, présente comme une mutante par rapport à son père, au sens où les romans de science-fiction l'entendent pour désigner des êtres différents de ceux qui les ont engendrés.

## Les ébauches
Il a fallu des années pour réunir en un volume seul des feuillets épars qui constituaient les ébauches rattachés à La comédie humaine. Le texte Les Deux Amis est un des seuls qui ait été conservé dans son entier avec les annotations de l'auteur et ses projets. Il songeait déjà à bâtir un ensemble plus monumental. L’ensemble de ces manuscrits, d'abord éparpillés à la mort de l’auteur, a pu être réuni grâce au patient travail de collectionneur du vicomte Charles de Spoelberch de Lovenjoul, et par les « archéologues littéraires » qui lui ont succédé et ont travaillé à remettre en ordre et à interpréter le sens de ces textes en cherchant ce qui les rattachait à La Comédie humaine. 
Ils ont d’abord été rassemblés en 1937 par Marcel Bouteron (huit textes), puis par Roger Pierrot en 1959 (dix textes) et Maurice Bardèche. Beaucoup de ces textes étaient restés inédits du vivant de l’auteur. En 1950, lors du centenaire de la mort de Balzac, deux textes furent édités séparément : La Femme auteur et Mademoiselle du Vissard. Et de nouveau La Femme auteur et d’autres fragments de La Comédie humaine ont été publiés dans un tome complémentaire de La Pléiade. Pratiquement toutes les ébauches mises au jour ont été successivement publiées par Maurice Bardèche dans les Œuvres complètes de Balzac (Club de l’honnête homme, 28 vol. de 1955 à 1963) puis en 1968 par Roger Pierrot et J. A. Ducourneau, en respectant les divisions de La Comédie humaine que Balzac avait données aux vingt-cinq textes et que l'édition de La Pléiade de 1981 a également respectées.